# Patronläge

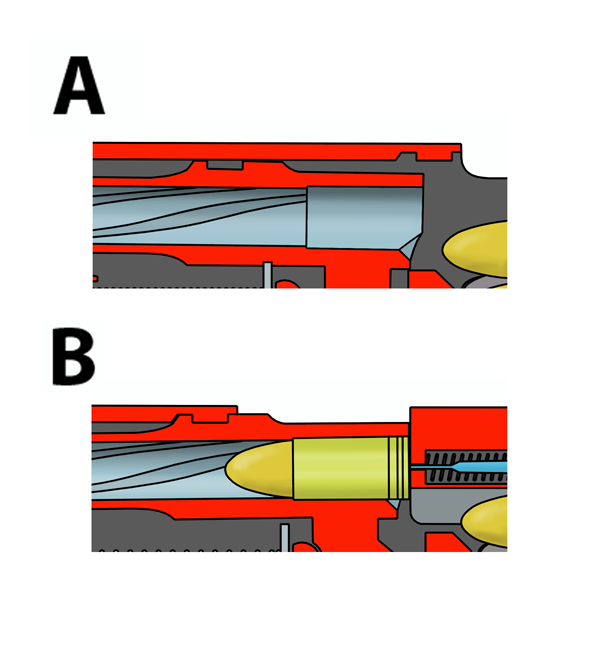
A. Patronläget är tomt och en patron är klar att matas fram från magasinet.
B. En patron har matats in i patronläget och slutstycket är i framfört läge. Vapnet är klart att avfyras.

Bild som visar en tryckavlastningsmekanism för patronutdragning.

Patronläge, eller kammare hos patronlösa vapen, är det utrymme hos eldvapens pipa eller eldrör som avses hålla drivladdningen för det kamrade skottet (skottet som ligger i läge för avskjutning). Patronläget eller kammaren leder in i och anknyter till vapnets lopp.
Pipans eller eldrörets ytterdiameter är ofta något större över patronläget, dels för att patronen oftast är väsentligt större än vapnets kaliber, men också för att trycket från krutgaserna där är som störst. Ett tjockare material är också bättre för att leda bort värme, som kan vara ett problem vid automatvapen och bland annat orsaka vådaskott.

## Borrning
Var patronläge och kammare är dimensionerat, så kallat "kamrat", för att rymma en särskild patron eller laddning. Patron och laddning avser här komplett skott bestående av projektil, drivladdning och patronhylsa, alternativt laddningshållare.
Moderna patronlägen och kammare är främst bakladdade och har något större borrning än loppet för att rymma viss avsedd patron eller laddning. De kan i regel ej kamra annan dimensionerad ammunition utan att riskera eldavbrott, hylsutdragningsproblem, blockad eller andra fel. Mynningsladdade eldrör är främst äldre system som fördaterar röksvagt krut och har samma diameter borrat genom hela rörlängden (kammaren + loppet) för att tillåta fösning av laddningen från mynning till botten av slutstycket genom en laddstock.